# Tenis stołowy na Igrzyskach Afrykańskich 2015
Tenis stołowy na Igrzyskach Afrykańskich 2015 odbywał się w dniach 10–19 września 2015 roku w Brazzaville.

## Podsumowanie

### Klasyfikacja medalowa
| Klasyfikacja medalowa | Klasyfikacja medalowa | Klasyfikacja medalowa | Klasyfikacja medalowa | Klasyfikacja medalowa | Klasyfikacja medalowa |
| Miejsce               | Państwo               | Złoto                 | Srebro                | Brąz                  | Razem                 |
| --------------------- | --------------------- | --------------------- | --------------------- | --------------------- | --------------------- |
| 1.                    | Egipt                 | 3                     | 3                     | 5                     | 11                    |
| 2.                    | Kongo                 | 3                     | 1                     | 4                     | 8                     |
| 3.                    | Nigeria               | 1                     | 3                     | 3                     | 7                     |
| Razem                 | Razem                 | 7                     | 7                     | 12                    | 26                    |

### Medaliści
| Konkurencja    | 1. miejsce                      | 2. miejsce                                  | 3. miejsce                                                                                |
| -------------- | ------------------------------- | ------------------------------------------- | ----------------------------------------------------------------------------------------- |
| Mikst          | Kongo · Wang Jianan · Li Yuheng | Nigeria · Ojo Onaolapo · Olufunke Oshonaike | Egipt · Omar Assar · Dina Meshref Egipt · Ahmed Saleh · Farah Abdel-Aziz                  |
| Mężczyźni      |                                 |                                             |                                                                                           |
| Gra pojedyncza | Omar Assar                      | Quadri Aruna                                | Khalid Assar Wang Jianan                                                                  |
| Gra podwójna   | Kongo · Hu Bin · Wang Jianan    | Kongo · Suraju Saka · Saheed Idowu          | Egipt · El-Sayed Lashin · Ahmed Saleh Egipt · Omar Assar · Khalid Assar                   |
| Drużynowo      | Nigeria                         | Egipt                                       | Kongo                                                                                     |
| Kobiety        |                                 |                                             |                                                                                           |
| Gra pojedyncza | Dina Meshref                    | Nadeen El-Dawlatly                          | Olufunke Oshonaike Han Xing                                                               |
| Gra podwójna   | Kongo · Li Yuheng · Han Xing    | Egipt · Dina Meshref · Nadeen El-Dawlatly   | Nigeria · Olufunke Oshonaike · Rashidat Ogundele Nigeria · Offiong Edem · Cecilia Offiong |
| Drużynowo      | Egipt                           | Nigeria                                     | Kongo                                                                                     |